# 华西都市报
《华西都市报》是创办于1995年1月的成都的综合性日报，是中国第一张都市报。因全面系统地创立了报纸市场化的运作理念和全新的竞争策略，开启了中国报业的“都市报时代”，荣获“中国报业创新奖”。

## 简介
该报信息量大，报道市民关心的政治、经济、社会、文化、体育等多个领域的新闻内容。1997年发行量突破50万份，为中国西部地区发行量最大的报纸。1999年实现广告收入1.8亿元。
自该报新媒体平台《封面新闻》上线后，《华西都市报》也启动了改版工作。此次改版强调“产品导向、原创到底、互动引领”，打造一张“大众化高级报纸”。
2018年，报纸入选2017年全国百强报纸推荐名单。